# مارچلو جوردا
مارچلو جوردا (انگلیسی: Marcello Giorda؛ ۱۶ ژانویه ۱۸۹۰ – ۲۱ آوریل ۱۹۶۰) بازیگر اهل ایتالیا بود.
از فیلم‌هایی که وی در آن نقش داشته‌است، می‌توان به دون پاسکواله، حقوق، مسالینا ، جنگ بزرگ ، فرشته سپید و هتل لونا، اتاق ۳۴ اشاره کرد.